# Principe de Mach
En physique théorique, le principe de Mach est une conjecture selon laquelle l'inertie des objets matériels serait induite par « l'ensemble des autres masses présentes dans l'univers », par une interaction non spécifiée. Ce principe a été forgé par le physicien Ernst Mach par extension du principe de relativité aux questions d'inertie : pour Mach, parler d'accélération ou de rotation par rapport à un espace absolu n'a aucun sens, et il vaut mieux parler d'accélération par rapport à des masses lointaines.
Ce principe est immédiatement tiré des expériences de Mach sur la physique des sensations, et correspond à sa volonté délibérée d'organiser les notions de la physique d'une manière cohérente avec le donné sensoriel dont il a conduit une très rigoureuse étude expérimentale, relatée dans « la physique des sensations » (Die Analyse der Empfindungen und das Verhältnis des Physischen zum Psychischen (1re édition 1886, 2e édition revue et augmentée 1900)).
Bien que cette idée ait guidé Einstein dans la découverte de la relativité générale, cette théorie n'a pu amener à une preuve explicite de ce principe. Cependant, bien que non explicitement démontré, ce principe n'est pas non plus infirmé par les théories physiques actuellement admises.

## Nom et histoire
Le « principe de Mach » est ainsi désigné à la suite d'Albert Einstein (1879-1955) qui l'a introduit en 1918,,,, mais il s'avère que sa plus ancienne occurrence connue se trouve dans un article de Moritz Schlick (1882-1936) paru en 1915,,.
L'éponyme du principe est le physicien autrichien Ernst Mach (1838-1916) qui en introduit l'idée pour la première fois en 1872 puis 1893, dans son ouvrage The Science of Mechanics. Depuis le principe de Mach a fait l'objet de multiples formulations,. 
En 1953, Karl Popper (1902-1994) et John Myhill (1923-1987) ont mis en évidence des similarités entre les idées de George Berkeley (1685-1753) et celles de Mach.

## Illustration
Le principe de Mach repose sur une expérience de pensée dans laquelle un astronaute flotte au milieu d'un espace vide de toute énergie ou matière et de tout point de repère. Aucune étoile, aucune source d'énergie n'est présente, quelle que soit la distance considérée. La question se pose alors de savoir si l'astronaute dispose d'un moyen de déterminer s'il est en rotation sur lui-même ou non, et ce malgré l'absence de point de repère.
Si le principe de Mach est faux, c’est-à-dire si les forces d'inertie existent même en l'absence de toute matière ou énergie, alors l'astronaute pourrait le savoir, en ressentant des forces d'inertie, comme la force centrifuge qui poussent ses bras vers l'extérieur. Cette idée heurte le sens commun, dans la mesure où il est difficile de concevoir un mouvement, en l'occurrence une rotation, sans aucun point de référence. Cela impliquerait dans ce cas la notion d'un espace et d'un référentiel absolu, sans rien de matériel pour le caractériser, ce qui est remis en cause par le principe de relativité générale.
Une manière d'interpréter les forces d'inertie en général, et la force centrifuge en particulier, sans introduire la notion de référentiel absolu est d'admettre avec Mach (et Einstein) que les forces d'inertie sont induites par les masses lointaines qui fournissent le référentiel par rapport auquel la rotation prend son sens physique.
Dans Six Easy Pieces, Richard Feynman juge le principe de Mach plausible, mais exprime tout de même ce jugement avec une pointe d'ironie, soulignant le caractère extraordinaire de l'hypothèse sous-tendue : « Pour autant que nous le sachions, Mach a raison : personne n'a à ce jour démontré l'inexactitude de son principe en supprimant tout l'univers pour constater ensuite qu'une masse continuait éventuellement à avoir une inertie ! ». Plus sérieusement, l'idée de Mach a influencé Einstein dans son idée que la matière « engendrait par nature » l'espace qui était autour d'elle, et qu'un espace vide de matière n'existait pas (voir à ce sujet les articles Big Bang et Relativité générale).

## Chez Einstein
En 1918, Einstein a énoncé comme suit le principe de Mach :
« c) Machsches Prinzip : das G-Feld ist restlos durch die Massen der Körper bestimmt. Da Masse und Energie nach den Ergebnissen der speziellen Relativitätstheorie das Gleiche sind und Energie formal durch den symmetrischen Energie-tensor (Tμν) beschrieben wird, so besagt daß das G-Feld durch den Energietensor der Matiere bedingt und bestimmt sei. »
—  A. Einstein (trad. de l'all. par R. Toncelli)

« c) Principe de Mach : le champ G est complètement déterminé par les masses des corps. Comme, d'après les résultats de la relativité restreinte, il y a identité de la masse et de l'énergie et que l'énergie est décrite du point de vue formel par le tenseur d'énergie symétrique (Tμν), cela signifie que le champ G est conditionné et déterminé par le tenseur énergie de la matière. »

## Énoncés du principe
En 1996, Hermann Bondi (1919-2005) et Joseph Samuel ont recensé onze énoncés du principe de Mach, notés de Mach0 à Mach10 :
Mach0l'Univers, représenté par le mouvement moyen des galaxies lointaines, ne semble pas tourner par rapport aux référentiels inertiels locaux.
Mach1la constante G de Newton est un champ dynamique.
Mach2un corps isolé dans un espace autrement vide n'a aucune inertie,.
Mach3les référentiels inertiels locaux sont affectés par le mouvement cosmique et la distribution de la matière.
Mach4l'Univers est spatialement fermé ;
Mach5l'énergie totale, le moment angulaire et le moment linéaire de l'Univers sont nuls.
Mach6la masse inertielle est affectée par la distribution globale de la matière,.
Mach7si vous retirez toute la matière, il n'y a plus d'espace.
Mach8Ω = 4πρGT2 est un nombre défini de l'ordre de l'unité.
Mach9la théorie ne contient aucun élément absolu.
Mach10les rotations rigides et les translations d'ensemble d'un système sont inobservables.

#### Publications originales
- [Mach 1883] (de) Ernst Mach, Die Mechanik in ihrer Entwicklung : historisch-kritisch dargestellt [« La mécanique dans son développement : exposé historique et critique »], Leipzig, F. A. Brockhaus, coll. « Internationale wissenschaftliche Bibliothek » (no LIX), 1883, 1re éd., 1 vol., X-483, ill., in-8o (OCLC 5894481271, SUDOC 089159233).
- [Schlick 1915] (de) Moritz Schlick, « Die philosophische Bedeutung des Relativitätsprinzips » [« La signification philosophique du principe de relativité »], Zeitschrift für Philosophie und philosophische Kritik, vol. 159, no 2,‎ 1915, p. 129-175.
- [Einstein 1918] (de) Albert Einstein, « Prinzipielles zur allgemeinen Relativitätstheorie » [« Principes de la théorie de la relativité générale »], Annalen der Physik, vol. 55, no 4,‎ 1918, p. 240-244 (OCLC 4650561879, DOI 10.1002/andp.19183600402, Bibcode 1918AnP...360..241E, lire en ligne [PDF]).

#### Thèses de doctorat
- [Girard 2008] Patrick Girard, Histoire de la relativité générale d'Einstein : développement conceptuel de la théorie (texte traduit en français et remanié de la thèse de doctorat en histoire des sciences, préparée sous la direction de Daniel M. Siegel, et soutenue à l'université du Wisconsin à Madison en nov. 1981 sous le titre : The conceptual development of Einstein's general theory of relativity), Lyon, juill. 2008, 1re éd., 1 vol., VI-186 (lire en ligne [PDF]).
- [Toncelli 2013] Raffaella Toncelli, Le rôle des principes dans la construction des théories relativistes de Poincaré et Einstein (texte remanié de la thèse de doctorat en sciences, préparée sous la direction de Pierre Marage et soutenue à l'Université libre de Bruxelles en 2010), Paris, Connaissances et savoirs, coll. « Sciences / Physique », avr. 2013, 1re éd., 1 vol., 391, 14,4 × 21 cm (ISBN 978-2-7539-0215-2, EAN 9782753902152, OCLC 862888156, BNF 43769782, SUDOC 170117553, présentation en ligne, lire en ligne).

#### Dictionnaires et encyclopédies
- [Ridpath 2018] (en) Ian Ridpath, A dictionary of astronomy [« Un dictionnaire d'astronomie »], Oxford, OUP, coll. « Oxford quick reference », avr. 2018, 3e éd. (1re éd. nov. 1997) (OCLC 1027009550, DOI 10.1093/acref/9780191851193.001.0001, présentation en ligne, lire en ligne), s.v. Mach's principle [« principe de Mach »].
- [Taillet, Villain et Febvre 2018] Richard Taillet, Loïc Villain et Pascal Febvre, Dictionnaire de physique, Louvain-la-Neuve, De Boeck Supérieur, hors coll., janv. 2018, 4e éd. (1re éd. mai 2008), 1 vol., X-956, ill., fig. et graph., 17 × 24 cm (ISBN 978-2-8073-0744-5, EAN 9782807307445, OCLC 1022951339, BNF 45646901, SUDOC 224228161, présentation en ligne, lire en ligne), s.v. Mach (principe de), p. 445, col. 2.